# Лудвиг Енгелберт фон Марк
Лудвиг Енгелберт фон Марк и Шлайден (на немски: Ludwig Engelbert von der Mark und Schleiden, на френски: Luis Engelbert de La Marck; * 22 ноември 1701, Париж; † 5 октомври 1773, Флевил, Нанси) от род Ламарки е граф на Графство Марк и Шлайден, маркиз на Варес, барон на Льомен и Серенг ле Шато и имперски фелдмаршал във Франция, „Гранд на Испания“.

## Живот
Той е син на дипломата граф Лудвиг Петер фон Марк и Шлайден (1674 – 1750), барон на Льомен, носител на Орден на Златното руно (1739), френски губернатор на Камбресис, гранд на Испания, и съпругата му Мария Маргерита Франсоаз де Роан-Шабот (1680 – 1706), дъщеря на херцог Луи де Рохан-Шабот, принц на Леон (1652 – 1727) и Мария Елизабет Бек-Креспин де Грималди, маркиза на Вардес (1661 – 1743). Внук е на граф Франц Антон фон Марк и Шлайден (1640/41 – 1680) и графиня Мария Катарина фон Валенрот (1648 – 1726).
Лудвиг Енгелберт започва военна кариера, издига се на генерал-лейтенант във френската войска и на губернатор на Камбре и на Камбрезис. Както баща си той е „Гранд на Испания“.
През 1760 г. за него и втората му съпруга се построява дворец Марк в Париж. През 1773 г. той разрешава строежа на църква в Шлайден, която да се ползва на смени от лутераните и евангелистите.
Той умира на 71 години на 5 октомври 1773 г. в Нанси. След смъртта му дъщеря му Луиза Маргарета занася графството Шлайден и територията Зафенбург на фамилията Аренберги, и така след седем генерации линията Ла Марк отново е събрана с род Аренберг.

## Фамилия
Първи брак: на 30 юни 1727 г. с Мария Анна Хиацинта де Висделу (* 4 юни 1712; † 17 октомври 1731, Аахен), дъщеря на Рене Франсоа де Висделоу, вицеграф на Биенасис (1675 – 1715) и Маргерита Ирис де Поа (1683 – 1756). Те имат децата:
- Луиза Маргарета фон дер Марк-Шлайден (* 10 юли 1730, Париж; † 18 август 1820, Хеверле), наследничка, омъжена на 18 юни 1748 г. в Париж за фелдмаршал херцог Карл Мария Раймунд фон Аренберг (* 1 април 1721, дворец Анген, Белгия; † 17 август 1778, Анген)
- Луи Жул Жан Клод (* 14 октомври 1731; † 15 май 1734)

Втори брак: на 2 април 1744 г. с Мария Анна де Ноелес (* 12 януари 1719), дъщеря на маршала на Франция 3. херцог Адриен Морис де Ноелес (1678 – 1766) и Франсоаз Шарлота Амабле д'Обине де Ментенон (1684 – 1739). Бракът е бездетен.